# Территориальная прелатура Михеса
Территориальная прелатура Михеса (лат. Territorialis Praelatura Mixepolitana) — территориальная прелатура Римско-католической церкви с центром в городе Михес, Мексика. Территориальная прелатура Михеса входит в митрополию Антекера.

## История
21 декабря 1964 года Римский папа Павел VI выпустил буллу Sunt in Ecclesia, которой учредил территориальную прелатуру Михеса, выделив её из епархии Теуантепека.

## Ординарии территориальной прелатуры
- епископ Braulio Sánchez Fuentes (14.01.1970 — 16.12.2000);
- епископ Luis Felipe Gallardo Martín del Campo (16.12.2000 — 8.05.2006) — назначен епископом Веракруса;
- епископ Héctor Guerrero Córdova (3.03.2007 — 13 июня 2018, в отставке);
- епископ Salvador Cleofás Murguía Medina, S.D.B. (13 июня 2018 — по настоящее время).

## Источник
- Annuario Pontificio, Ватикан, 2005
- Булла Sunt in Ecclesia  (лат.)